# Корвейські аннали
Корвейські аннали (лат. Annales Corbeiensis) — історичні замітки (аннали), що створювалися протягом IX—XII століть спочатку в Англії, а потім в Корвеї. Збереглися в оригіналі. Охоплюють період з 658 по 1148 рр.. Містять відомості головним чином з історії Англії, Франкської держави і Священної Римської імперії.

## Видання
- Annales Corbeiensis // MGH, SS. Bd. III. Hannover. 1839, p. 1-18[2].
- Корвейские анналы, 658—1114 гг. [Архівовано 23 січня 2014 у Wayback Machine.] в переводе И. М. Дьяконова на сайте Восточная литература (рос.)